# ГЕС Ловер-Джелам
ГЕС Ловер-Джелам – гідроелектростанція на північному заході Індії у штаті Джамму та Кашмір. Знаходячись між ГЕС Кішенганга та ГЕС Урі I, входить до складу гідровузла у сточищі річки Джелам, правої притоки Чинабу (впадає праворуч до Сатледжу, найбільшого лівого допливу Інду).
В межах проекту річку перекрили водозаберною греблею, яка відводить ресурс до прокладеної по правобережжю дериваційної траси довжиною біля 8,5 км. Вона складається переважно з каналу (хоча наявні також ділянки тунелів) та через 5,5 км після початку проходить через верхній балансувальний резервуар. На завершальному етапі прокладено три напірні водоводи довжиною по 0,3 км.
Основне обладнання станції складається з трьох турбін типу Френсіс потужністю по 35 МВт, які використовують напір у 61 метр та забезпечують виробництво 552 млн кВт-год електроенергії на рік.
Відпрацьована вода повертається до Джеламу по відвідному каналу довжиною 0,3 км.
Можливо також відзначити, що завершення проекту деривації води до Джелуму через зазначену вище ГЕС Кішенганга створило можливість для збільшення потужності станції Ловер-Джелам.